# Alen Ožbolt
Alen Ožbolt (24 giugno 1996) è un calciatore sloveno, attaccante del Levadeiakos.

## Carriera

### Club

#### Domzale
Ha iniziato nelle giovanili del Domžale, passando in prima squadra a fine 2013. Fa il suo esordio il 6 novembre nel ritorno dei quarti di finale di Coppa di Slovenia vinto 1-0 in casa contro l'Olimpia Lubiana. Il 7 dicembre debutta anche nella massima serie slovena nel 4-1 casalingo sul Triglav. Il 20 luglio 2014, alla prima del campionato successivo segna il suo primo gol, decisivo nella vittoria per 1-0 in trasferta contro il Gorica. Va via dalla Slovenia dopo due stagioni, nelle quali colleziona 29 presenze e 4 reti.

#### Prestito al Borussia Dortmund
Nell'estate 2015 va in prestito in Germania, al Borussia Dortmund, che lo inserisce nella rosa della sua seconda squadra, il Borussia Dortmund II, militante in Fußball-Regionalliga, la quarta serie tedesca. Il debutto avviene il 3 agosto nella sconfitta esterna per 3-0 contro il F. Düsseldorf II. Segna la prima rete il 12 settembre nell'1-1 casalingo contro il RW Oberhausen. Termina l'esperienza in giallonero dopo una stagione e mezza con 29 apparizioni e 3 gol.

#### Ritorno al Domzale
A gennaio 2017 termina anticipatamente il prestito in Germania e ritorna al Domžale. Debutta per la seconda volta il 25 febbraio, entrando al 79' del pareggio per 1-1 sul campo del Rudar Velenje in campionato. Gioca le due partite di semifinale di Coppa di Slovenia contro il Krka (4-0), saltando la finale, vinta dal Domžale 1-0 contro l'Olimpia Lubiana. Il 29 giugno 2017 debutta nelle competizioni europee giocando il primo di cinque incontri in Europa League contro il Flora Tallinn (2-0).

#### Austria e Bulgaria
Nel gennaio seguente, si trasferisce all'Hartberg, nella seconda divisione austriaca. Fa il suo esordio il 23 febbraio contro il Wacker Innsbruck (persa 0-2) e totalizza 7 presenze tra campionato e Coppa d'Austria. Dopo sei mesi si svincola dal contratto con gli austriaci e a metà settembre si accorda con la Lokomotiv Plovdiv, squadra militante nella massima serie della Bulgaria. Sei giorni dopo aver firmato, debutta in campionato contro il Septemvri Sofia (1-3) e il 27 ottobre va a segno contro il Vitoša Bistrica (2-1). Termina la sua prima stagione bulgara realizzando 8 reti in 29 presenze: in particolare, nella finale di Coppa di Bulgaria 2018-2019 disputata contro i rivali cittadini del Botev Plovdiv, realizza l'unica rete dell'incontro con un colpo di tacco, consegnando alla Lokomotiv la prima Coppa di Bulgaria della sua storia.

### Nazionale
Ha fatto parte delle selezioni Under-17, Under-18 e Under-19 slovene. Con la prima ha giocato 6 partite e segnato 4 gol nel 2013, con la seconda ha disputato 3 gare nel 2014 e con la terza ha segnato 8 gol in 9 apparizioni nel 2014, giocando anche le qualificazioni agli Europei 2015. Nel 2015 ha esordito in Under-21, prima il 26 marzo in amichevole contro l'Ucraina perdendo 2-0 in casa a Capodistria e poi l'8 giugno nelle qualificazioni all'Europeo 2017 vincendo 4-0 ad Aidussina contro Andorra.

## Statistiche

### Presenze nei club
Statistiche aggiornate al 18 marzo 2017.
| Stagione                    | Squadra                     | Campionato                  | Campionato | Campionato | Coppe nazionali | Coppe nazionali | Coppe nazionali | Coppe continentali | Coppe continentali | Coppe continentali | Altre coppe | Altre coppe | Altre coppe | Totale | Totale | Totale |
| Stagione                    | Squadra                     | Comp                        | Pres       | Reti       | Comp            | Pres            | Reti            | Comp               | Pres               | Reti               | Comp        | Pres        | Reti        | Pres   | Reti   |        |
| --------------------------- | --------------------------- | --------------------------- | ---------- | ---------- | --------------- | --------------- | --------------- | ------------------ | ------------------ | ------------------ | ----------- | ----------- | ----------- | ------ | ------ | ------ |
| 2013-2014                   | Domžale                     | PSNL                        | 5          | 0          | PNZS            | 1               | 0               | -                  | -                  | -                  | -           | -           | -           | 6      | 0      |        |
| 2014-2015                   | Domžale                     | PSNL                        | 19         | 3          | PNZS            | 4               | 1               | -                  | -                  | -                  | -           | -           | -           | 23     | 4      |        |
| 2015-2016                   | Borussia Dortmund II        | RLW                         | 26         | 3          | -               | -               | -               | -                  | -                  | -                  | -           | -           | -           | 26     | 3      |        |
| 2016-gen. 2017              | Borussia Dortmund II        | RLW                         | 3          | 0          | -               | -               | -               | -                  | -                  | -                  | -           | -           | -           | 3      | 0      |        |
| Totale Borussia Dortmund II | Totale Borussia Dortmund II | Totale Borussia Dortmund II | 29         | 3          | -               | -               | -               | -                  | -                  | -                  | -           | -           | -           | 29     | 3      |        |
| gen.-giu. 2017              | Domžale                     | PSNL                        | 9          | 2          | PNZS            | 2               | 0               | -                  | -                  | -                  | -           | -           | -           | 11     | 2      |        |
| 2017-gen. 2018              | Domžale                     | PSNL                        | 6          | 2          | PNZS            | 1               | 0               | UEL                | 5                  | 0                  | -           | -           | -           | 12     | 2      |        |
| Totale Domzale              | Totale Domzale              | Totale Domzale              | 39         | 7          | -               | 8               | 1               | -                  | 5                  | 0                  | -           | -           | -           | 52     | 8      |        |
| Totale carriera             | Totale carriera             | Totale carriera             | 68         | 10         | -               | 8               | 1               | -                  | 5                  | 0                  | -           | -           | -           | 81     | 11     |        |

### Cronologia presenze e reti in nazionale
| Cronologia completa delle presenze e delle reti in nazionale ― Slovenia under 21 | Cronologia completa delle presenze e delle reti in nazionale ― Slovenia under 21 | Cronologia completa delle presenze e delle reti in nazionale ― Slovenia under 21 | Cronologia completa delle presenze e delle reti in nazionale ― Slovenia under 21 | Cronologia completa delle presenze e delle reti in nazionale ― Slovenia under 21 | Cronologia completa delle presenze e delle reti in nazionale ― Slovenia under 21 | Cronologia completa delle presenze e delle reti in nazionale ― Slovenia under 21 | Cronologia completa delle presenze e delle reti in nazionale ― Slovenia under 21 |
| Data                                                                             | Città                                                                            | In casa                                                                          | Risultato                                                                        | Ospiti                                                                           | Competizione                                                                     | Reti                                                                             | Note                                                                             |
| -------------------------------------------------------------------------------- | -------------------------------------------------------------------------------- | -------------------------------------------------------------------------------- | -------------------------------------------------------------------------------- | -------------------------------------------------------------------------------- | -------------------------------------------------------------------------------- | -------------------------------------------------------------------------------- | -------------------------------------------------------------------------------- |
| 26-3-2015                                                                        | Capodistria                                                                      | Slovenia under 21                                                                | 0 – 2                                                                            | Ucraina under 21                                                                 | Amichevole                                                                       | -                                                                                | 73’                                                                              |
| 3-6-2015                                                                         | Kiev                                                                             | Ucraina under 21                                                                 | 1 – 1                                                                            | Slovenia under 21                                                                | Amichevole                                                                       | -                                                                                | 46’                                                                              |
| 8-6-2015                                                                         | Aidussina                                                                        | Slovenia under 21                                                                | 4 – 0                                                                            | Andorra under 21                                                                 | Qual. Europeo Under-21 2017                                                      | -                                                                                | 46’                                                                              |
| 2-9-2016                                                                         | Waterford                                                                        | Irlanda under 21                                                                 | 2 – 0                                                                            | Slovenia under 21                                                                | Qual. Europeo Under-21 2017                                                      | -                                                                                | 71’                                                                              |
| Totale                                                                           |                                                                                  | Presenze                                                                         | 4                                                                                |                                                                                  | Reti                                                                             | 0                                                                                |                                                                                  |

## Palmarès

### Club

#### Competizioni nazionali
- Coppa di Slovenia: 1

Domžale: 2016-2017
- Coppa di Bulgaria: 1

Lokomotiv Plovdiv: 2018-2019
- Campionato slovacco: 2

Slovan Bratislava: 2019-2020, 2020-2021
- Coppa di Slovacchia: 2

Slovan Bratislava: 2019-2020, 2020-2021